# ×Cirsiocarduus borderi
Cirsiocarduus borderi là một loài thực vật có hoa trong họ Cúc. Loài này được (Rouy) Arènes mô tả khoa học đầu tiên năm 1949.